# Florencia Miller
Florencia Miller (Buenos Aires; 19 de septiembre de 1985) es una actriz argentina.

## Carrera
Debutó como actriz en televisión en el año 2009 de la mano de la productora Cris Morena, en la tercera temporada de la serie juvenil Casi ángeles.

## Trabajos

### Televisión
| Televisión | Televisión                 | Televisión         | Televisión     | Televisión |
| Año        | Título                     | Personaje          | Canal          |            |
| ---------- | -------------------------- | ------------------ | -------------- | ---------- |
| 2009       | Casi ángeles               | Pamela Vanstrate   | Telefe         |            |
| 2010       | Contra las cuerdas         | Josefina           | TV Pública     |            |
| 2011       | Cuando me sonreís          | Pamela             | Telefe         |            |
| 2013       | Las huellas del secretario | Azucena Monteagudo | TV Pública     |            |
| 2013       | Los vecinos en guerra      | Jimena             | Telefe         |            |
| 2014       | Aliados                    | Sofía              | Telefe         |            |
| 2016       | Conflictos modernos        | Julieta Massini    | Canal 9        |            |
| 2016       | Vigilantes                 |                    | TBS Very Funny |            |

### Cine
| Cine | Cine          | Cine    | Cine                      |
| Año  | Título        | Rol     | Dirección                 |
| ---- | ------------- | ------- | ------------------------- |
| 2010 | Igualita a mí | Mariana | Diego Kaplan              |
| 2014 | Delirium      | Moza    | Carlos Kaimakamian Carrau |

### Teatro
| Teatro                      | Teatro          | Teatro                  | Teatro |
| Obra                        | Dirección       | Autor/a                 |        |
| --------------------------- | --------------- | ----------------------- | ------ |
| El diablo en el conventillo | Adriana Colombo | Carlos Mauricio Pacheco |        |
| El organito                 | Adriana Colombo | Armando Discépolo       |        |